# Leptostylus sagittatus
Leptostylus sagittatus es una especie de escarabajo longicornio del género Leptostylus, categorizada en la tribu Acanthocinini, de la subfamilia Lamiinae. Fue descrita por Jacquelin du Val en 1857.

## Descripción
Mide 8,4-12,7 mm de longitud.

## Distribución
Se distribuye por Cuba y Puerto Rico.